# Metalibitia rosacostai
Metalibitia rosacostai is een hooiwagen uit de familie Cosmetidae.